# Vitantonio Liuzzi
Vitantonio Liuzzi (Locorotondo, Puglia, 6 d'agost de 1981) és un pilot de Fórmula 1 que actualment pilota per l'equip Force India F1.
Els seus primers passos automobilístics els realitzà en el món del kàrting, passant a la Fórmula 3000 l'any 2003, categoria en la qual s'imposà l'any 2004, fet que alhora li permeté donar el salt a la Fórmula 1.
L'any 2005 participà en 4 Grans Premis de Fórmula 1 amb l'equip Red Bull Racing, aconseguint puntuar en el Gran Premi de San Marino. Les dos temporades següents, la 2006 i la 2007, les realitzà senceres amb l'equip Toro Rosso, tot sumant 1 punt en la primera i 3 en la segona.
L'any 2008 i 2009 es converteix en el pilot provador de l'equip Force India F1, però el traspàs a mitja temporada de Giancarlo Fisichella a la Scuderia Ferrari li obrí les portes de la scuderia índia, convertint-se en pilot titular pel que queda de temporada.